# 카리오신트립스
카리오신트립스(학명: Caryosyntrips , →호두까기)는 캄브리아기 중기 캐나다, 미국, 스페인에서 발견된 절지동물의 멸종한 속이다. 2010년 앨리슨 C. 데일리(Allison C. Daley)와 그레이엄 E. 버드(Graham E. Budd)에 의해 카리오신트립스 세라투스(Caryosyntrips serratus)가 모식종으로 처음 명명되었다.

## 어원
속명 카리오신트립스(Caryosyntrips)는 그리스어로 '견과류'를 뜻하는 '카리온(karyon)'과, '부수는 자'라는 의미를 가지고 있으며 그리스 신화의 도자기 정령(고대 그리스어: Δαίμονες Κεραμικοί 다이모네스 케라미코이[*]) 중의 하나인 신트립스(고대 그리스어: Σύντριψ)에서 유래했다.

## 발견
대부분의 종이 캐나다의 버지스 셰일, 미국의 휠러 셰일과 마줌층, 스페인의 발데미데스층에서 발견되었다. 후자에는 처음에 엽족동물(학명: Mureropodia apae 무레로포디아 아파이[*])의 몸체 잔해로 잘못 동정된 대형 표본이 포함되어 있다. 무레로포디아(Mureropodia)의 잘못된 부속지 배치로 논란이 생겼지만, 이전 엽족동물과의 친연성은 해당 화석이 카리오신트립스의 부속지인 것보다 설득력이 더 떨어졌다.

## 생김새

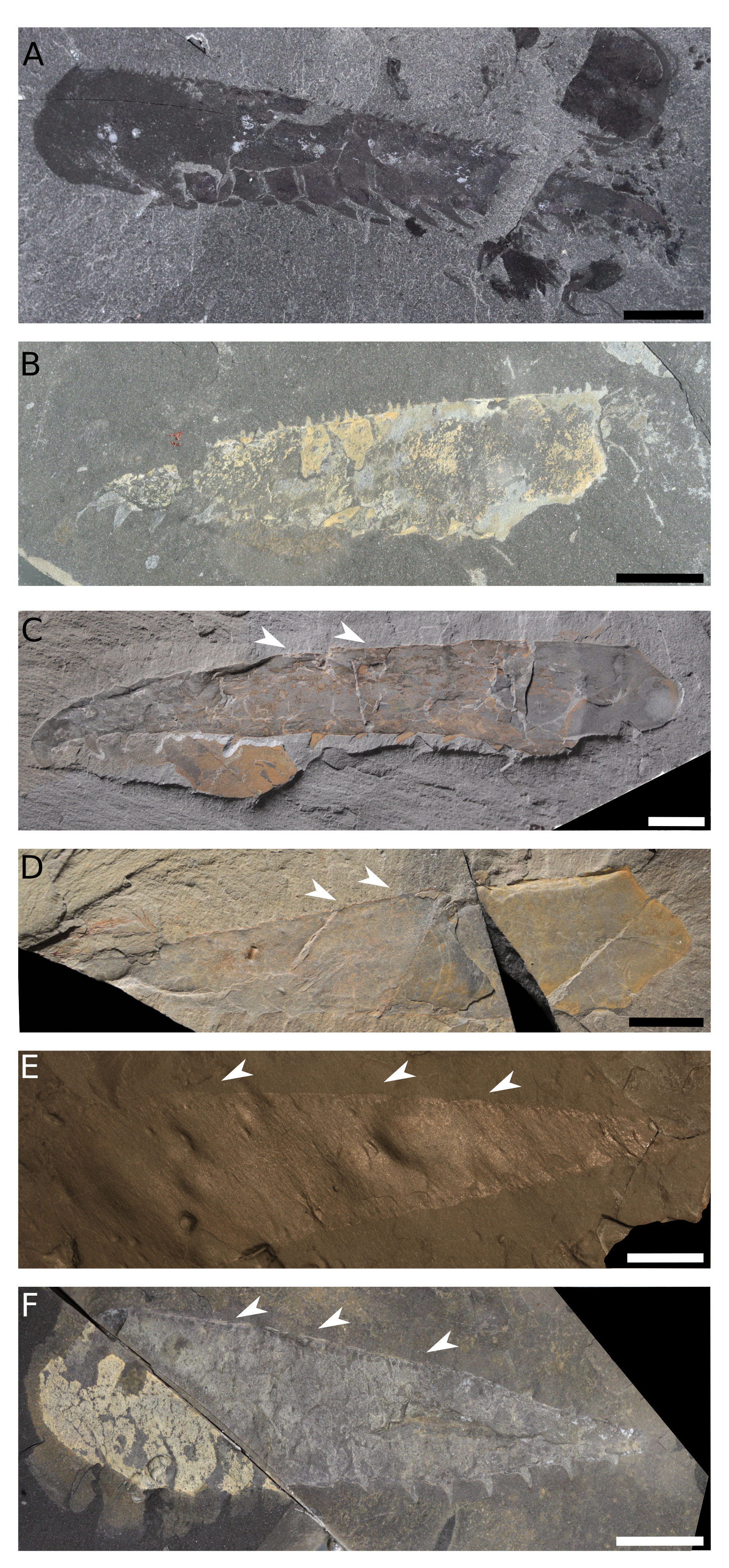
C. serratus의 전방부속지 화석
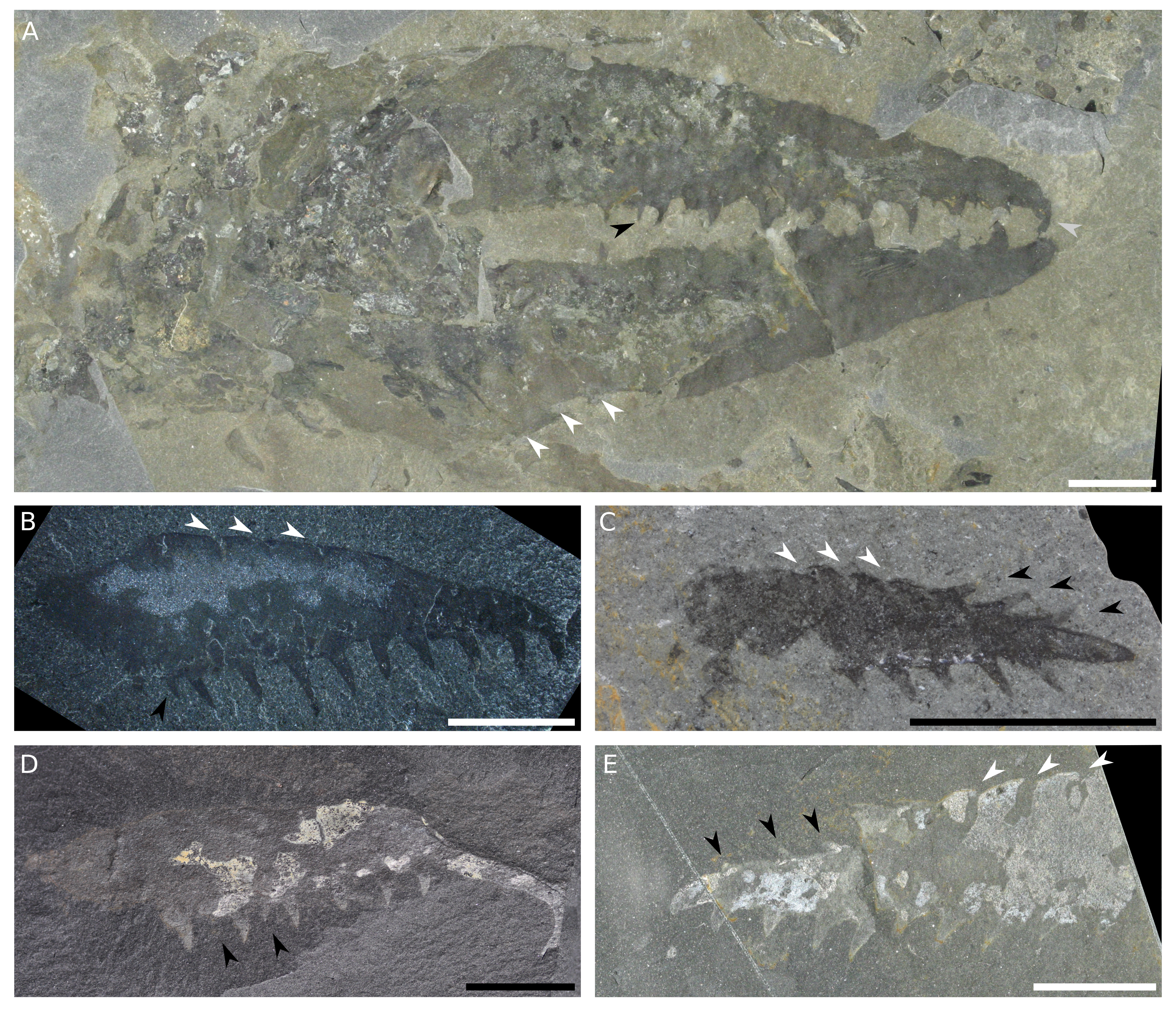
C. camurus의 전방부속지 화석
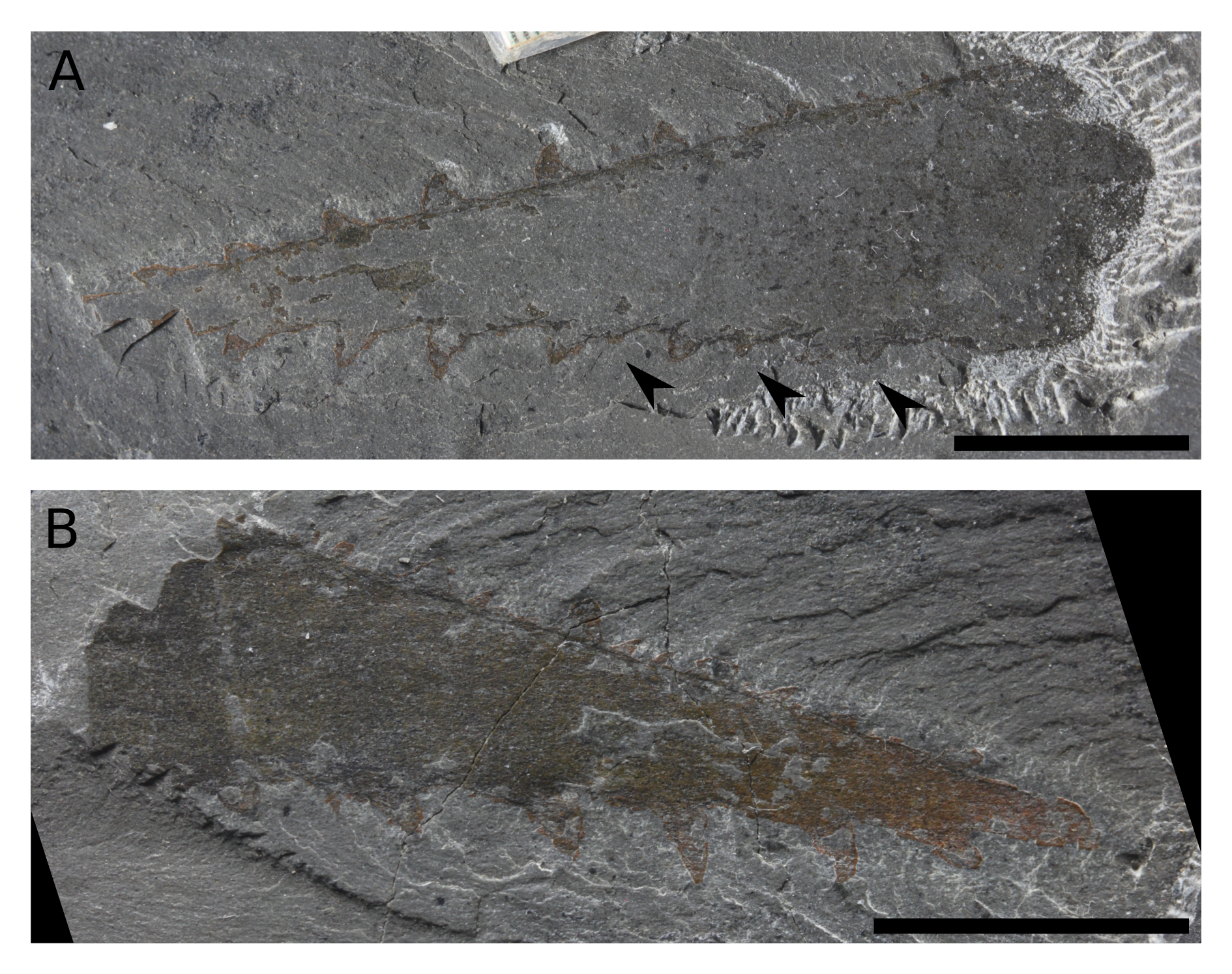
C. durus의 전방부속지 화석
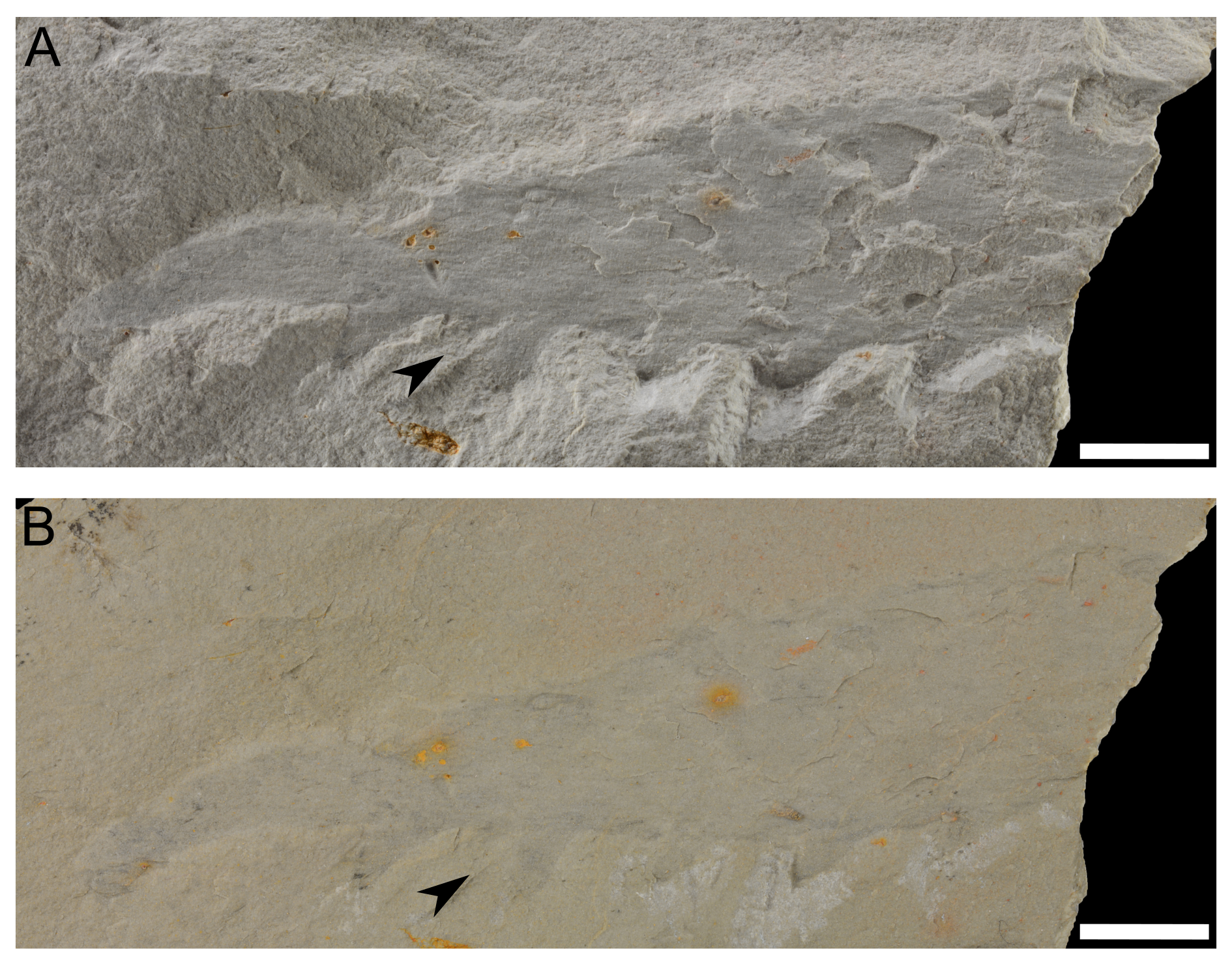
C. cf. camurus (=Mureropodia apae)의 전방부속지 화석
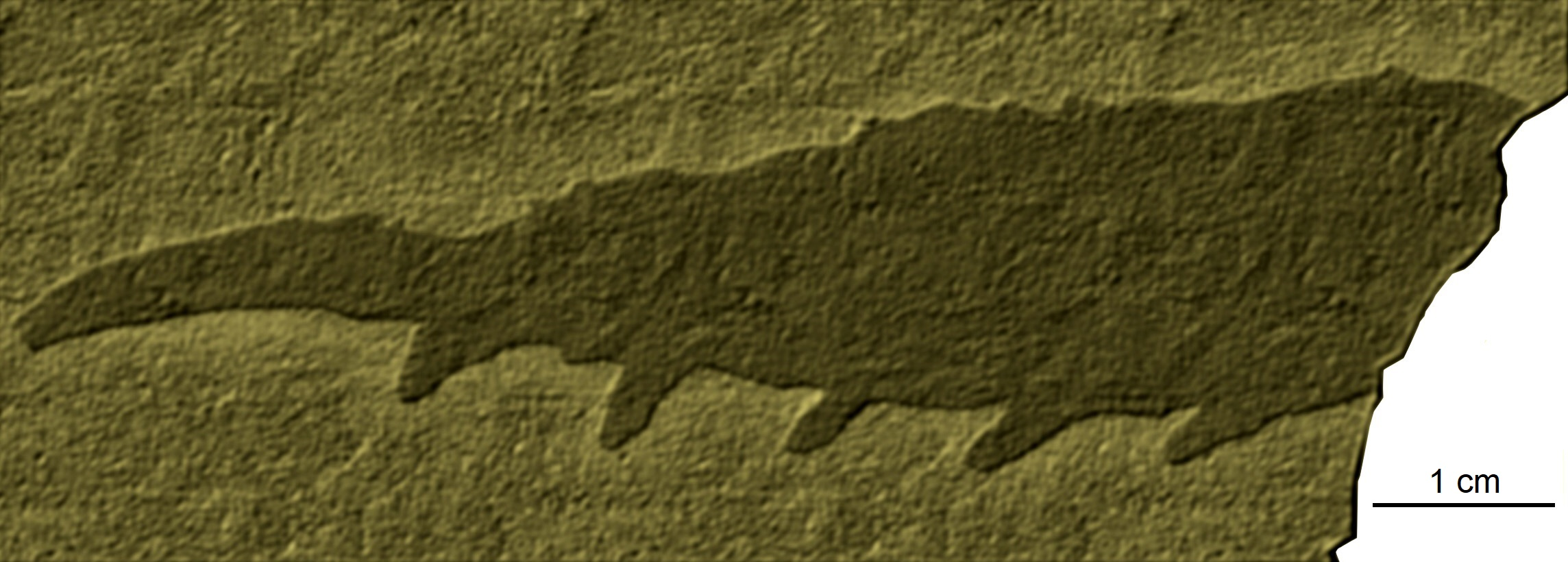
C. cf. camarus (=Mureropodia apae)의 디지털 개선 이미지
C. camurus가 했을 것으로 추정되는 포획 동작
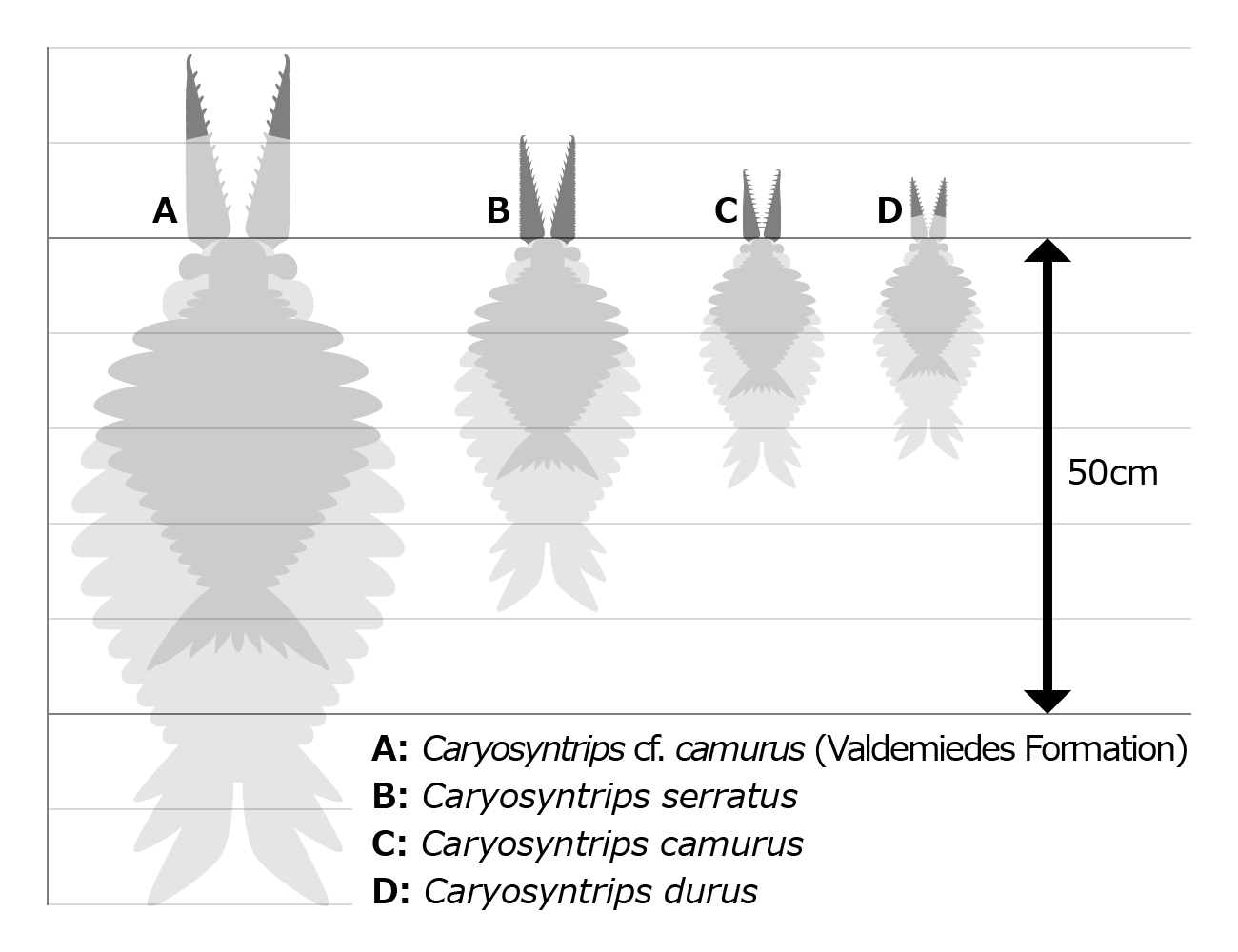
방사치목으로 해석된 다양한 카리오신트립스 표본의 크기

카리오신트립스는 14개의 마디로 이루어진 전방부속지만이 밝혀져 있으며, 이 전방부속지는 호두까기처럼 생겼고, 안쪽돌기(밑가시)가 달린 가장자리부가 서로 마주보고 있으며, 종 모양의 기부는 동물의 머리와 연결된 가동되는 관절에 해당할 가능성이 있다. 안쪽돌기, 끝가시, 체절 경계부 및 바깥 가장자리의 세밀 부위는 종마다 다르다. 카리오신트립스는 전방부속지를 가위처럼 잡거나 자르는 동작에 사용하여 단단한 껍질을 가진 생물을 먹이로 삼았을 것으로 추정된다. 이 밖에 다른 구조는 알려져 있지 않지만, 한 쌍의 부속지를 가진 표본의 경우 다른 단편적인 머리경판도 포함되어 있을 수 있다.
카리오신트립스의 크기는 종마다 다르다. 가장 큰 종은 C. serratus로, 길이는 약 20.5~30.2cm로 추정된다. 다른 종들은 훨씬 작아서, C. camurus와 C. durus의 경우 몸길이는 각각 13.7~20.2cm와 12.2~17.9cm로 추정된다. 가장 큰 표본(MPZ 2009/1241)은 C. cf. camurus로 동정되며, 길이는 36.7~54cm인 개체에 속했을 것이다.

## 분류 유연 관계
2010년대에 카리오신트립스는 오랫동안 불확실한 위치의 기저 방사치목으로 간주되었으며, 보통 진절지동물과 방사치목 계통 사이의 다분할류로 풀이되었다. 그러나 최근 논문들에 따르면 카리오신트립스는 단계통군인 방사치목의 바깥에 위치할 수 있음을 발견했다. 전방부속지의 특이한 형태와 발견된 잔여물의 제한적인 범위 때문에 절지동물 줄기군 내에서의 위치는 여전히 불확실하다.
|  | 새엽족류                                                                                      |
|  |                                                                                               |
|  | \| \| 카리오신트립스 \| \| \| \| \| \| 기타 방사치목 \| \| \| \| \| \| 진절지동물 \| \| \| \| |
|  |                                                                                               |
|  | 카리오신트립스                                                                                |
|  |                                                                                               |
|  | 기타 방사치목                                                                                 |
|  |                                                                                               |
|  | 진절지동물                                                                                    |
|  |                                                                                               |

|  | 카리오신트립스 |
|  |                |
|  | 기타 방사치목  |
|  |                |
|  | 진절지동물     |
|  |                |

|  | 새엽족류                                                                                      |
|  |                                                                                               |
|  | \| \| 카리오신트립스 \| \| \| \| \| \| 기타 방사치목 \| \| \| \| \| \| 진절지동물 \| \| \| \| |
|  |                                                                                               |
|  | 카리오신트립스                                                                                |
|  |                                                                                               |
|  | 기타 방사치목                                                                                 |
|  |                                                                                               |
|  | 진절지동물                                                                                    |
|  |                                                                                               |

|  | 카리오신트립스 |
|  |                |
|  | 기타 방사치목  |
|  |                |
|  | 진절지동물     |
|  |                |

|  | 새엽족류                                                                                      |
|  |                                                                                               |
|  | \| \| 카리오신트립스 \| \| \| \| \| \| 기타 방사치목 \| \| \| \| \| \| 진절지동물 \| \| \| \| |
|  |                                                                                               |
|  | 카리오신트립스                                                                                |
|  |                                                                                               |
|  | 기타 방사치목                                                                                 |
|  |                                                                                               |
|  | 진절지동물                                                                                    |
|  |                                                                                               |

|  | 카리오신트립스 |
|  |                |
|  | 기타 방사치목  |
|  |                |
|  | 진절지동물     |
|  |                |

|  | 새엽족류                                                                                      |
|  |                                                                                               |
|  | \| \| 카리오신트립스 \| \| \| \| \| \| 기타 방사치목 \| \| \| \| \| \| 진절지동물 \| \| \| \| |
|  |                                                                                               |
|  | 카리오신트립스                                                                                |
|  |                                                                                               |
|  | 기타 방사치목                                                                                 |
|  |                                                                                               |
|  | 진절지동물                                                                                    |
|  |                                                                                               |

|  | 카리오신트립스 |
|  |                |
|  | 기타 방사치목  |
|  |                |
|  | 진절지동물     |
|  |                |